# یوشیتومی، فوکوئوکا
یوشیتومی، فوکوئوکا (به لاتین: Yoshitomi, Fukuoka) یک منطقهٔ مسکونی در ژاپن است که در استان فوکوئوکا واقع شده‌است. یوشیتومی ۶٬۸۰۴ نفر جمعیت دارد.